# Осетинсько-інгуський конфлікт
Осетинсько-інгуський конфлікт — етнополітичний конфлікт на території Пригородного району Північної Осетії (Російська Федерація), який призвів до збройних зіткнень 31 жовтня — 4 листопада 1992 року та призвів до численних жертв з боку осетинського та інгуського населення.

## Передумови

### Етнічні процеси минулого
Інгуські та осетинські поселення на території рівнинної і передгірської частини сучасної Північної Осетії та Інгушетії відомі вже з кінця XVII століття. Історичні та етнографічні матеріали свідчать, що осетини та інгуші жили змішано в межах нинішнього Пригородного району та міському окрузі Владикавказ. Згідно з джерелами кінця XVIII століття на правому березі Пригородного району району існували як інгуські так і осетинські провінції, які з'явилися після міграції осетин та інгушів з гірських районів.
Що стосується західних кордонів вайнахського (інгуського) етнічного елемента, то в цій зоні відбувалися значні зміни, пов'язані з пересуванням вайнахів на схід. Російські джерела XVI—XVIII століть свідчили що в той час на лівобережжі Терека в районі Ларси вже жило вайнахське населення, яке згодом замінилося осетинським. За текстами Клапрота, який побував тут на початку XIX століття, «осетини Слонате за користування землею, на якій знаходилися селища Ларс, Чмі, Балташ, здавна платили інгушам податки». За осетинськими переказами, вайнахи колись мешкали на захід від сучасного місця свого проживання. Так, у переказах, записаних 1927 року в Кобанській ущелині Л. П. Семеновим, йдеться, що інгуші в минулому мешкали в Куртатинській та Даргавській ущелині, але під натиском кабардинців і осетин відійшли до Санібанської ущелини, а пізніше через район Чмі — на правий берег Терека. Останні дві ущелини розташовані в західній частині Пригородного району.
На ділянці, що примикала в різні періоди то до гірської Інгушетії, то до гірської Осетії, мешкали кабардинці, присутність яких поступово стала зміщуватися на захід. Замість них сюди стали мігрувати інгуші та осетини. Першим інгуським аулом, заснованим у цьому регіоні в XVII столітті став Онгушт (нині село Тарське), в честь якого інгуші і отримали свою назву. У 1750—1760 роках біля виходу на рівнину річок Камбілеївка і Сунжа виникли інгуські аули Шолхі та Ахкі-Юрт, а у 1770 році на території нинішнього Пригородного району (східній частині) було засновано селище Камбілеєвське (інгус. Гӏалгӏай юрт, що буквально означає «селище інгушів», «інгуське селище»). До 1770—1780 років сторожові пости інгушів досягають сучасної Назрані.. Наприкінці XVIII століття інгуші здійснюють набіги на лівобережжя Терека, на рівнини прилеглі до осетинських гір. Одному з таких нападів, скоєних на осетин у 1784 році, в районі поблизу нинішнього Алагіра, інгуські ідеологи надали важливу роль, доводячи, що інгуські землі наприкінці XVIII століття простягалися від Владикавказької фортеці «аж до стін Алагіра».

## До 1944 року
З приходом Росії на Кавказ ряд територій, на яких проживали інгуші, були передані терському козацтву. На землях, які належали раніше інгушам, були створені козацькі станиці, які розділяли рівнинну і гірську Інгушетію. Інгуші, однак, не змирилися з таким станом справ. Протистояння з козаками тривало постійно, при тому, що царська влада підтримувала козаків. До початку Жовтневого перевороту на території сучасного Пригородного району, а також на частині прикордонних територій, спільно проживали терські козаки та інгуші. 
1909 року для інгуського населення було створено Назранівський округ. Місцем розташування повітового управління була призначена Назрань, яка фактично не виконувала функції розташування управління через відсутність відповідних будівель. Натомість декретом Державної Ради та Державної Думи від лютого 1913 року місцем розташування управління було призначено Владикавказ до січня 1917 року. Проте, через громадянську війну  в Росії Владикавказ продовжував залишатися столицею Інгуської автономної області до 1933 року. Під час громадянської війни осетини в основному зайняли нейтральну позицію, козаки в основному зайняли сторону білих, інгуші — червоних. Підтримка червоних інгушами була обумовлена їхніми обіцянками повернути інгушам заселені козаками землі.
Після громадянської війни, інгуші зажадали від радянської влади виконання обіцянки. У зв'язку з цим, при утворенні Горської АРСР, інгушам було повернуто значну кількість заселених козаками земель, при цьому терських козаків було виселено. До 1924 року територія Північної Осетії та Інгушетії входила до складу Горської АРСР.
Постановою ВЦВК за 7 липня 1924 року Горську АРСР було ліквідовано і розділено на Північно-Осетинську та Інгуську автономну область, а також Сунженський козацький округ. Місто Владикавказ став самостійною адміністративною одиницею, яка перебувала в безпосередньому підпорядкуванні ЦВК РРФСР, але водночас було адміністративним центром обох областей. Керівні органи Інгуської АО розташовувалися на правобережній частині міста, а Північно-Осетинський АО — у лівобережній. Обидві автономії стали адміністративними одиницями в складі Північно-Кавказького краю.
Між самими областями вже тоді виникли територіальні суперечки, найбільш суттєвими були прикордонні суперечки щодо курпських лісів, приналежності ділянок у районі південних садів Реданта, а також селищ Кантишеве і Долакова. 16 лютого 1925 Президія ВЦВК ухвалила «зміну постанови Президії ВЦВК від 12 січня 1925 р. включити район Балта в межі автономної області Інгушетії, встановивши кордон у цьому районі між автономними областями Інгушетії та Північної Осетії по гірському хребту. Райони Чмі і Ларс залишити в межах Північної Осетії з кордоном по річці Тереку». Крім того, до Інгушетії відійшла частина території між Батакоє-Кау і Пседахом. Пізніше, 5 червня того ж року, Президія Північно-Кавказького крайвиконкому затвердила рішення адміністративної комісії про розмежування курпських лісів, поклавши на керівництво обох автономій відповідальність за їх охорону.
На початку 1930-х років відбуваються дві події, які, за висловом А. Цуцеєва, дали «великий вплив на всю динаміку осетинсько-інгуських відносин і на становище обох народів у російсько-радянській системі». 13 жовтня 1928 року бюро Північно-Кавказького крайвиконкому партії за доповідю А. А. Андреєва ухвалило рішення про передачу Владикавказу Північно-Осетинської Автономної області. Це рішення викликало заперечення з боку секретаря Інгуської партії І. Б. Зязікова і голови облвиконкому А. І. Горчханова. І. Б. 
Зязіков зазначив:
|  | «Погоджуючись зі своєчасністю постановки питання про передачу міста Владикавказа одній з двох національних областей — Інгуської або Осетинської — ми рішуче заперечуємо проти рішення облвиконкому передати Владикавказ Північно-Осетинської області ... Він був і залишається господарським і культурним центром Інгуської області.» |

Чутки про рішення крайвиконкому швидко поширилися по регіону, що викликало неоднозначну реакцію серед населення. У Інгушетії воно призвело до невдоволення і загострення відносин між осетинами та інгушами. Частина інгуської інтелігенції звинуватила обласне керівництво в «короткозорості і злочинній бездіяльності в боротьбі за місто». Бюро Інгуського облкому вирішило оскаржити постанову Північно-Кавказького комітету партії про передачу Владикавказу Північній Осетії в Оргбюро ЦК ВКП. 18 жовтня відбулися партійні конференції та збори в первинних партійних організаціях. З протестом виступили учасники Владикавкаського міського активу Інгуської партійної організації, а також комуністи Пригородного району та інших районів Інгуської області, у тому числі і збори сільського активу. З огляду на неприйняття більшістю партійних організацій Інгушетії рішення Північно-Кавказького комітету партії, бюро партії 20 жовтня ухвалило постанову, що знімала з неї відповідальність за соціально-політичну обстановку і повністю переклала її на Інгуський облком партії. Завдяки діяльності Інгуського облкому партії, Оргбюро ЦК ВКР від 13 грудня, розглянувши питання про передачу Владикавказу Північно-Осетинської Автономної області, постановила зняти його з порядку денного. Тим часом, ЦК ВКП доручив облкому партії і крайвиконкому опрацювати питання про злиття Чеченської і Інгуської областей.
Останнє було пов'язано з різними поглядами національної еліти щодо шляху розвитку національної державності: одні хотіли створення Горської федерації на Північному Кавказі і її входження до Української РСР; інші, на чолі з головою Інгуського облвиконкому Іналуком Мальсаговим виступали за об'єднання Чечні та Інгушетії; ще одні, очолювані Зязіковим, відстоювали позиції збереження Інгуської автономної області.
На початку 1930-х років, на тлі культу особи Сталіна і посилення затвердження в країні адміністративно-командної системи, ЦК ВКП (б) і Північно-кавказький крайвиконком партії знову поставили питання про передачу Владикавказу Північній Осетії. У 1933 році ВЦВК РРФСР передав Владикавказ, перейменований на той час на Орджонікідзе, Північній Осетії. З включенням міста до складу Північної Осетії знову було поставлено питання про об'єднання Чеченської та Інгуської автономних областей. 15 січня 1934 року Чеченська та Інгуська автономні області були об'єднані в Чечено-Інгуську автономну область, перетворену в 1937 році в Чечено-Інгуську АРСР (ЧІАССР).

### Переділ Чечено-Інгушетії
23 лютого 1944 року почалася депортація чеченців та інгушів у Середню Азію, а 7 березня Чечено-Інгуська АРСР указом Президії Верховної Ради СРСР була скасована. На частині території скасованої автономії була утворена Грозненська область, а решта території були поділені між сусідніми Грузинською РСР, Дагестанською і Північно-Осетинською АРСР. Північній Осетії відійшла північна і центральна частина Пригородного району, а також Ачалукський, Назрановський і Пседахський райони, західна частина Сунженського району і Малгобек. Джером-Мецхальска рада Пригородного району відійшла Грузинській РСР. У записці НКВД СРСР № 145/Б в ГКО «Про ліквідацію Чечено-Інгуської АРСР і про адміністративний устрій її території» поміщені роз'яснення вимог, викладених у документі, підписані наркомом внутрішніх справ СРСР Берії: "Передбачалося раніше включити до складу Кабардино-Балкарської АРСР два райони — Пседахський і Малгобецький. Однак, з огляду на те, що колгоспи Кабардино-Балкарії забезпечені ріллю в два рази більше, ніж у Північній Осетії, доцільнішим є передати Пседахский район Північній Осетії … ". Крім того, до Північної Осетії відійшла частина Курпського району Кабардино-Балкарської АРСР, де до депортації також проживали інгуші. За рішенням Північно-Осетинського облвикому за 8 травня того ж року на новоприбулих територіях Північної Осетії була замінена чеченська і інгуська топоніміка (Пседахський район отримав назву Аланский район, а важливе історичне місце для інгушів село Ангушт, за яким вони отримали свою назву і де в 1770 році вони підписали присягу на вірність Росії, стало називатися Тарське). На територію, яка відійшла до Північної Осетії переселилося 55 тисяч осіб, у тому числі 26 тисяч осетин з високогірних населених пунктів Південно-Осетинської АТ і 15 тисяч осетин з Північно-Осетинської АРСР; передана Грузії територія залишалася незаселеною.
Після того, як 16 липня 1956 року Верховна Рада СРСР видала указ «Про зняття обмежень щодо спецпоселеннь чеченців, інгушів, карачаївців і членів їх сімей», тисячі переселених почали повертатися в рідні місця. Коли постало питання про відновлення Чечено-Інгуської АРСР, деякі партійні керівники північнокавказьких республік заперечували це. Так, секретар Північно-Осетинського облвиконкому КПРС В. М. Агкацев виступав проти повернення Чечено-Інгушетії районів, переданих Північно-Осетинській АРСР. Свою позицію він мотивував тим, що ці райони заселені в основному осетинським населенням. У той же час він вважав, що для розселення чеченців та інгушів слід віддати колишню територію, а також частину районів Грозненської області, що не входили раніше в Чечено-Інгушську АРСР. У кінцевому підсумку, 24 листопада того ж року, президія ЦК КПРС прийняла постанову про відновлення національної автономії чеченського і інгуського народів. Чечено-Інгуська АРСР була відновлена, але в дещо інших кордонах — Пригородний район (крім Джейраховської ущелини) залишився в складі Північної Осетії. Крім цього в складі Північно-Осетинської АРСР залишилася 5 ― 7-кілометрова смуга колишнього Пседахського району Чечено-Інгушетії, що зв'язує Моздокський район з іншою Осетією, а також правобережна частина Дар'яльської ущелини, вузька смуга від кордону з Грузією до річки Армхи. До складу Чечено-Інгуської АРСР були повернуті території колишнього Пседахського (крім села Хурікан), Ачалукського і Назранівського району. До складу ЧІАССР також були включені три райони Грозненської області — Наурський, Каргалінський і Шелковський (до 1944 року входили до складу Ставропольського краю), які нині входять до складу Чеченської Республіки. На початку 90-х років осетинська сторона висунула заяву про те, що «замість Пригородного району» до складу відновленої Чечено-Інгушетії в 1957 році були включені Наурський та Шелковський райони Ставропольського краю (до 1957 року ці райони входили до складу Грозненської області). Однак передача цих районів Чечено-Інгушетії не може розглядатися як «компенсація» за Пригородний район.
Будучи ще в Казахстані, глава інгуської сім'ї отримував позначку в особовій справі, яка визначала місця її проживання після повернення. При цьому, жоден з інгушів не отримав припис селитися у Владикавказі або в Пригородному районі Північно-Осетинської АРСР. Незважаючи на це, інгуші в масовому порядку почали повертатися в Пригородний район. Як і чеченці, вони прагнули оселитися в своїх рідних місцях, але їх ділянки на той час були зайняті вже іншими людьми. У директиві під грифом «секретно» Голови Ради Міністрів Північно-Осетинської АРСР Б. Зангієва за 31 жовтня 1956 року, спрямованої голові Назранівського райвиконкому С. Г. Хадарцевому, містилася заборона "установам і приватним особам продавати будинки або здавати житлову площу під квартири інгушам, які повернулися з спецпоселення ". У грудні 1956 року в Коста-Хатагуровському (нині Назранівському) районі справа навіть дійшла до зіткнень, коли інгуш, який повернувся з сім'єю, пред'явив свої права на будинок, зайнятий осетинською сім'єю (тоді в бійці загинув інгуш, а троє осетинів отримали поранення). 1957 року міністр внутрішніх справ СРСР Дудоров повідомив у ЦК КПРС: «Прибувши в Північно-Осетинську АРСР інгуші чисельністю 5700 чоловік відмовилися виїхати в Алагирський, Кіровський та інші райони республіки і вимагають розселення їх у районі гір Орджонікідзе». Багато інгушів селилися або купували будинки, але при цьому не прописувалися.

### Рух інгушів за повернення Пригородного району
Ідеї «повернення земель» і «відновлення історичної справедливості» були популярні серед інгушів з часів повернення з депортації. Так, у січні 1957 року інгуська делегація (37 осіб) їздила в Москву з клопотанням про передачу Пригородного району до складу Чечено-Інгуської АРСР. 31 січня делегація була прийнята відділом партійних органів ЦК КПРС по РРФСР. На цій зустрічі делегати від інгушів обгрунтовували «історичні права» свого народу на територію Пригородного району та небажання інгушів жити «під владою осетин».
У 1963 році керівництво Північно-Осетинської АРСР частково змінило межі району, виключивши з нього частину селищ з інгуським населенням і приєднавши території на лівому березі Терека (нині велика частина району на захід від Владикавказу, колишньому Орджонікідзевському районі). У грудні 1972 року група активістів інгуського національного руху направила в ЦК КПРС лист «Про долю інгуського народу», в якому поставила питання про повернення Пригородного району та про відновлення інгуської автономії..
Однак відкрито вимоги повернути Пригородний район вперше прозвучали 16-19 січня 1973 року, під час відкритих виступів інгуської інтелігенції в Грозному. Як зауважує І. М. Базоркін, після подій 1973 року становище інгушів у Пригородному районі дещо поліпшилася. Інгуська мова з'явився в школах, у район почала надходити література інгуською мовою, на радіо і телебаченні почалися передачі інгуською мовою, вперше інгуші з'явилися серед депутатів Орджонікідзевського міськвиконкому та Пригородного райвиконкому.
На початку 1980-х років етнополітична ситуація у регіоні різко загострилася. Були помітні хвилювання серед осетинського населення ряду сіл Пригородного району (Жовтневе, Камбілеєвське, Чермен). На багатолюдних зборах прозвучали вимоги про примусове виселення інгушів за межі Північно-Осетинської АРСР; з'явилися листівки з погрозами на адресу інгушів. Кульмінацією стали масові заворушення 24-26 жовтня 1981 року в Орджонікідзе, викликані вбивством інгушем таксиста-осетина. Похоронна демонстрація, яка проходила в місті, швидко переросла у виступ проти республіканського керівництва. Для наведення порядку в столиці ввели армійські частини. У центральних районах міста відбулися зіткнення військових з мітингувальниками. Найбільш радикально налаштована частина демонстрантів атакувала в'язницю і спробувала пройти в інгуський район, але були зупинені військами. Більше 800 чоловік були затримані, 40 з них отримали різні терміни позбавлення волі. ЦК КПРС 14 січня 1982 року видав постанову «Про великі недоліки у роботі Північно-Осетинського облвиконкому КПРС по ідейно-політичному, інтернаціональному вихованню трудящих» і звільнив Першого секретаря Північно-Осетинського облвиконкому партії Б. Є. Кабалоєва з посади. Рада Міністрів ввела у Пригородному районі тимчасове обмеження прописки громадян, але інгуші розцінили цей крок як дискримінацію прав представників інгуського етносу.
У 1982 році Рада Міністрів СРСР видала постанову (№ 183) «Про обмеження прописки громадян у Пригородному районі Північно-Осетинської АРСР». Ця постанова застосовувалося фактично тільки щодо інгушів.
Напруженість в осетинсько-інгуських відносинах продовжувала зберігатися протягом 1980-х років. Комісія ЦК КПРС, яка виїжджала в 1987 році у Північно-Осетинську і Чечено-Інгушську АРСР з метою перевірки виконання постанови ЦК за 14 січня 1982, встановила, що за 1984—1986 роки в регіоні було зафіксовано понад 100 «націоналістичних проявів», у тому числі вбивства і побиття «на ґрунті неприязних відносин між інгушами і осетинами». За свідченням комісії ЦК КПРС місцева осетинська влада виявляли «неуважне ставлення до населених пунктів, де переважно живуть інгуші і кумики. У цих селах гірше розвинена матеріальна база закладів культури, народної освіти, сфери обслуговування».
У 1989 році було утворено громадський рух Нійсхо, що виступав за відновлення Інгуської автономії і передачу Пригородного району під її юрисдикцію. На другому з'їзді інгуського народу, що пройшов у тому ж році, була прийнята резолюція, що вимагала територіальної реабілітації інгушів: «Просимо ЦК КПРС, Верховної Ради СРСР, Другий З'їзд народних депутатів СРСР вирішити питання відновлення автономії інгуського народу в його споконвічних історичних кордонах зі столицею у правобережній частині міста Орджонікідзе.» 14 листопада того ж року II з'їзд народних депутатів СРСР прийняв декларацію Верховної Ради СРСР «Про визнання незаконними і злочинними всіх актів проти народів, що піддалися насильницькому переселенню, і про забезпечення їхніх прав».
5 березня 1990 року газета «Правда» опублікувала статтю кореспондентів А. Грачова і В. Халіна: «кунаки завжди порозуміються, бо ворожнеча не народжує синів, вона їх винищує». Дана публікація спровокувала 6-10 березня у Назрані масовий мітинг інгушів, організований оргкомітетом II з'їзду інгуського народу. У статті була виствітлена одна з панівних у Осетії точок зору, яка полягала в тому, що інгуші проживали на території Пригородного району нібито лише 22 роки (з 1922 по 1944) і набуття ними в 1918—1922 роках Пригородного району не мало під собою історичних підстав, а стало результатом сваволі більшовиків на чолі з Серго Орджонікідзе. На мітингу був сформований Загальнонаціональний комітет «Руху інгуського народу», куди увійшли представники товариств «Дікійсті» (укр. «Батьківщина»), «Нійсхо» (укр. «Справедливість»), об'єднання «Відродження», а також представники Ради Старійшин офіційних органів і релігійні діячі. Прозвучали вимоги утворити Інгуську автономію з Пригородним районом Північно-Осетинської АРСР і Назранівським та Малгобецьким районом Чечено-Інгуської АРСР.
У відповідь на звернення інгуського населення Рада Національностей Верховної Ради СРСР 26 березня 1990 року створила комісію, яка констатувала, що вимоги інгушів про повернення їм територій, що входили до 1944 року до складу Чечено-Інгуської АРСР, у тому числі Пригородного району, були обгрунтовані. 23 травня на I з'їзді народних депутатів РРФСР виступив Бембулат Богатирьов, у черговий раз піднявши тему відновлення Інгуської автономії. Більш того, у своїй промові він заявив, що місто Орджонікідзе «було засновано інгушами 3,5 тис. років тому». У свою чергу осетини провели 24 травня в Орджонікідзе стотисячний мітинг проти інгуських претензій. Ці протести повторилися 14 вересня на Надзвичайній сесії Верховної Ради Північно-Осетинської АРСР. На ньому інгушам нагадали про бандитський розгул у роки Другої світової війни, зв'язках банд з вермахтом і звірячі розправи над червоноармійцями, а трагедію в Хайбаху назвали «наклепом на радянську армію».
19 квітня 1991 року в одному з сіл Пригородного району між інгушами і північноосетинською міліцією спалахнули сутички, в результаті чого загинула одна людина і ще кілька отримали поранення. Наступного дня Верховна Рада Північно-Осетинської АРСР ввела в Пригородному районі та Владикавказі надзвичайний стан, який регулярно подовжувала Верховною Радою Росії аж до осені 1992 року. Через кілька днів, 26 квітня, Верховна рада РРФСР прийняла закон «Про реабілітацію репресованих народів», який передбачав, серед іншого, територіальну реабілітацію інгушів.
6-7 жовтня 1991 року в Грозному пройшов III з'їзд інгуського народу, участь в якому взяв віце-президент Російської РФСР О.Руцькой. У своїй промові на з'їзді він пообіцяв розібратися з проблемою Пригородного району та розв'язати цю проблему на користь інгушів. Тим часом сама ситуація в Пригородному районі продовжувала залишатися напруженою. 12 листопада в районі села Ельхотово інгуші вбили двох міліціонерів МВС Північної Осетії, їхні похорони фактично стали антиінгуськім мітингом. Через більш ніж тиждень, 21 листопада, в селі Тарсков були вбиті ще двоє співробітників осетинської міліції. За підозрою в цьому злочині були заарештовані і поміщені під варту місцеві інгуші, що викликало масові обурення тарських інгушів. 30 листопада жителі трьох інгуських районів взяли участь у референдумі з питанням: «Ви за створення Інгуської республіки в складі РРФСР з поверненням незаконно віднятих інгуських земель зі столицею в місті Владикавказі?» ― 92,5 % учасників референдуму дали позитивну відповідь. Після розпаду СРСР у 1991 році Чечено-Інгуська АРСР припинила своє існування — Чечня проголосила незалежність, а Інгушетія виявила бажання залишитися в складі Російської Федерації.

## Збройний конфлікт

### Передумови

Карта спірних територій (топоніміка російською). Південна Осетія є частиною Грузії

В жовтні 1992 року на території Пригородного району було вбито кілько інгушів. 20 жовтня в селі Жовтневе осетинським БТР-ом була задавлена 13-річна інгуська дівчинка Мадіна Годоборшева. Тоді ж Державна комісія Росії після переговорів з лідерами Народної Ради Інгушетії (НРІ) ухвалила рішення про проведення кордону між Північною Осетією та Інгушетією в стані, який він був на 23 лютого 1944 року, тобто Пригородний район повинен був перейти до Інгушетії, але осетинська сторона виступала проти цього.
Через два дні в Пригородному районі працівники осетинського ДАІ застрелили інгушів Хаутієва та Пугієва. Наступного дня у селищі Пiвденне виникла перестрілка між осетинськими міліціонерами та інгушами. У результаті чого загинуло 2 міліціонери і 3 нападників інгушів. Інгуші перекривають рух у сторону Південного; у деяких місцях свого проживання (с. Куртат, Дачне, Карца) інгуші також встановлюють пікети.
24 жовтня в столиці Інгушетії Назрані Об'єднана сесія трьох райрад Інгушетії та депутатські групи Пригородного району Північної Осетії «висловлюючи волю інгуського народу та з метою захисту своїх родичів, які проживають у Північній Осетії» ухвалила рішення, що суперечить законодавству Росії: «Об'єднати добровольців у загони самооборони і організувати їх чергування в усіх населених пунктах Пригородного району Північної Осетії, де проживають інгуші. Чергування загонів здійснювати до передачі під юрисдикцію Інгуської Республіки всіх забраних сталінським режимом земель.»
Ця постанова надала керівництво новоствореними загонами відділам Внутрішніх справ трьох районів Інгушетії; для забезпечення безпеки добровольцям та інгушів, які проживають в Пригородному районі, дозволялося «використання особистої вогнепальної та іншої зброї …». У відповідь Верховна Рада Північно-Осетинської РСР звернувся з ультимативною вимогою про роззброєння інгуських загонів і розблокування всіх населених пунктів, погрожуючи в іншому випадку провести бойову операцію з використанням республіканської гвардії і загонів народного ополчення.
26 жовтня 1992 після ряду обговорень Президія Верховної Ради Росії запропонувала змішаній комісії, за участю осетинських і інгуських представників, підготувати проєкт вирішення спірних інгусько-осетинських питань. Наступного дня близько 150 озброєних інгушів блокували пост внутрішніх військ біля селища Карца в Північній Осетії, зажадавши виведення російських військ із республіки. У той же день Верховна Рада Північної Осетії висунула інгушам ультиматум з вимогою зняти до 12:00, 29 жовтня, блокаду з декількох головних до Владикавказу доріг, інакше парламент введе в республіці надзвичайний стан. 27 жовтня 1992 року Верховна Рада Північної Осетії санкціонує формування загонів народного ополчення. На думку голови Комітету міжнаціональної злагоди Конфедерації народів Кавказу, Хаджі-Мурата Ібрагімбейлі, вимоги про повернення Пригородного району були справедливі, але інгуські лідери винні в тому, що «виражали ці вимоги у відверто грубій формі, розпалювали істерію на мітингах, що передували катастрофі, були ініціаторами створення форпостів збройних формувань на території Пригородного району».

### Бойові дії
Вдень 30 жовтня 1992 року в селі Дачному був вбитий інгуш Яндієв. В цей час в селі Карца були вбиті осетини Болотаєв та Пліев.
30 жовтня 1992 року після 21:30 хвилин у населенних пунктах Пригородного району п. Октябрьскому, с. Камбилеевському, селищах Дачному, Куртаті й Карці Промислового району Владикавказу почалася стрілянина. Інгуські військові, які чергували на барикадах, постах та в деяких будинках інгушів, стріляли в бік житла осетинів у районі Камбилєєевського хімічного заводу, харчокомбината «Октябрьский» в школи в Октябрьскому.
Вночі з 30 на 31 жовтня в селах Дачне, Жовтневе, Камбілеєвське, Куртат відбулися зіткнення між осетинськими і інгуськими збройними формуваннями. О 6:30 31 жовтня збройні загони, що увійшли на територію Пригородного району з Інгушетії, роззброїли пост внутрішніх військ МВС РФ біля села Чермен, напали на пост ДАІ і селищне відділення міліції. Протягом кількох днів після цього в Пригородному районі Північно-Осетинської РСР, у місті Владикавказі і прилеглих селищах, відбулися збройні зіткнення, в яких брали участь осетинські (в тому числі і південно-осетинські) добровольці з одного боку та інгуські (в тому числі прийшли сюди з Інгушетії) з іншого боку, а потім — підрозділи російської армії і внутрішніх військ МВС РФ. Бойові дії супроводжувалися захопленням заручників, вбивствами, зґвалтуваннями, крадіжками і руйнуванням будинків.
1 листопада президент Росії Єльцин ввів у зону конфлікту війська, в тому числі 131-шу Майкопську бригаду, того ж дня Богатирьо організував «Надзвичайний комітет з порятунку інгуського населення», завдяки якому було евакуйовано частину інгушів. В обох республіках була створена тимчасова адміністрація. 2 листопада президент Росії видав указ «Про введення надзвичайного стану на території Північно-Осетинської РСР та Інгуської республіки»
Обидві сторони по-різному трактують збройні зіткнення 1992 року. У матеріалах XVIII сесії Верховної Ради Північно-Осетинської РСР за листопад 1992 року та II з'їзду осетинського народу за травень 1993 року, збройні зіткнення були розцінені як «заздалегідь підготовлена, ретельно спланована, технічно оснащена, підтримана здебільшого інгуським населенням Північної Осетії зрадлива агресія бандитських формувань інгушів проти суверенної Північно-Осетинської РСР». У своїй книзі «Розповіді про історію Північної Осетії» доктор історичних наук Р. Бзаров пише: «Вночі 31 жовтня 1992 року інгуські загони перейшли на землю Північної Осетії. Інгуші почали війну, щоб захопити частину Пригородного району. П'ять днів тривали бої в Пригородному районі і на околицях Владикавказу. На захист Осетії стали тисячі добровольців. Люди різних національностей вийшли захищати свої будинки, свою спільну батьківщину. Через перевал кинулися на допомогу загартовані в боях південноосетинські загони…».
У матеріалах Надзвичайного З'їзду інгуського народу, що пройшов у лютому 1993 року, і «Постанові Народних Зборів Республіки Інгушетія» події осені 1992 року були названі «насильницькою депортацією інгуського населення з території Північної Осетії, етнічною чисткою Пригородного району та міста Владикавказу Північної Осетії».

### Наслідки

За даними прокуратури Росії під час бойових зіткнень в результаті конфлікту загинуло 608 осіб (490 інгушів і 118 осетинів). Серед загиблих 41 жінка (33 інгушка, 5 осетинок), діти до 15 років — дванадцять (всі з інгуської сторони), люди старше 60 років — 49 осіб (42 інгушів, 7 осетин). 939 чоловік були поранені (457 інгушів і 379 осетинів), ще 261 людина зникла безвісти (208 інгушів і 37 осетин). Були знищені 13 з 15 сіл Пригородного району, в яких компактно проживали інгуші. Було втрачено до 90 % культурно-історичних цінностей інгуського народу. За даними Міністерства у справах національностей Росії матеріальні збитки в зоні конфлікту склали близько 20 млн доларів. Політолог С. М. Маркедонов повідомляє, що загальний матеріальний збиток був оцінений в 12 млрд.руб. (В цінах 1992 року).
В результаті конфлікту інгуське населення Владикавказу і Пригородного району (за винятком частини жителів Карца, Майського і Езмі) майже цілком втекло з Північної Осетії в Інгушетію. Спецкореспонденти газети Коммерсант, побувавши в Північній Осетії, писали про побачене: «Результатом же „роз'єднання“ став повністю вимерлий і випалений Пригородний район, з якого депортовано все 30-тисячне інгуське населення. Неподалік від селища Алкун на гірських стежках в Інгушетії ми бачили потік інгуських біженців з Північної Осетії, що не припиняється з 2 листопада. Люди йшли днями і ночами під снігопадом і дощем. Багато роздягнені, лише маленьких дітей загортають в ковдри. Цю стежку інгуші назвали „стежкою смерті“, на ній вже загинули, зірвавшись в ущелину, десятки жінок і дітей, кілька десятків мирних жителів загинули від переохолодження. Були випадки пологів і викиднів у горах. Допомогу біженцям здійснювали на голому ентузіазмі інгуші-одноплемінники по іншу сторону кордону».
Загиблих інгушів поховали на кладовищі в Назрані. У 2012 році тут був відкритий «меморіал пам'яті жертв осені 1992 року».

### Чисельність інгуського населення
За даними Статистичного управління Ради Міністрів Північно-Осетинської АРСР на 1 січня 1989 року в Північній Осетії проживало 32 783 особи інгуської національності, у тому числі в Пригородному районі 16 529 осіб. Чисельність цифрою в 32 783 інгушів у Північній Осетії також була зафіксована у переписі 1989 року. Згідно з висновком Комісії Ради Національностей Верховної Ради СРСР за 1990 рік у Пригородному районі було прописано близько 40 тисяч людей, з них 17,5 тисяч інгушів.
Що стосується чисельності інгуського населення станом на 31 жовтня 1992 року (напередодні конфлікту), то тут державні структури Північної Осетії надають різну інформацію. За даними МВС Північної Осетії в той момент у республіці проживало 37,5 тисяч інгушів, а згідно з даними Держкомстату Північної Осетії інгуське населення республіки становило 34,7 тисяч осіб. Ще меншу цифру наводить паспортна служба Північно-Осетинської АРСР, за даними якої в республіці проживало 34 500 інгушів.
За даними Федеральної міграційної служби Росії в Інгушетії було до 46 тисяч офіційно зареєстрованих інгуських внутрішньо переміщених осіб. Територіальна міграційна служба Інгушетії повідомляла про 64 тисячі переміщених. Розбіжність між приписаними напередодні конфлікту і вимушеними переселенцями інгуська сторона пояснює тим, що не всі інгуші в Пригородному районі мали дозвіл на проживання, тобто не були офіційно зареєстровані.

## Ситуація після конфлікту
Після конфлікту сторони неодноразово підписували угоди про подолання його наслідків. Останнє з них було підписано після обрання Мурата Зязікова президентом Інгушетії в 2002 році. Підписані угоди, однак, не усунули всіх наявних проблем. Інгуші вимагають повернення біженців у Пригородний район і виконання федеральних законів «Про реабілітацію репресованих народів» і «Про освіту Інгуської республіки». Інгуська сторона переконана, що Північна Осетія затягує процес повернення переселенців, а в Північній Осетії вважають, що інгуші завищують число біженців, і вказують на те, що в Пригородному районі досі немає необхідного морально-психологічного клімату для спільного проживання представників двох народів.
Частині біженців вдалося повернутися, проте в деяких селах поверненню інгушів пручаються місцеві жителі — осетини. Ситуацію ускладнював тривалий конфлікт між Грузією і Південною Осетією, в результаті якого Північна Осетія теж була змушена розміщувати у себе біженців-осетин з Південної Осетії.